# 札幌市場駅

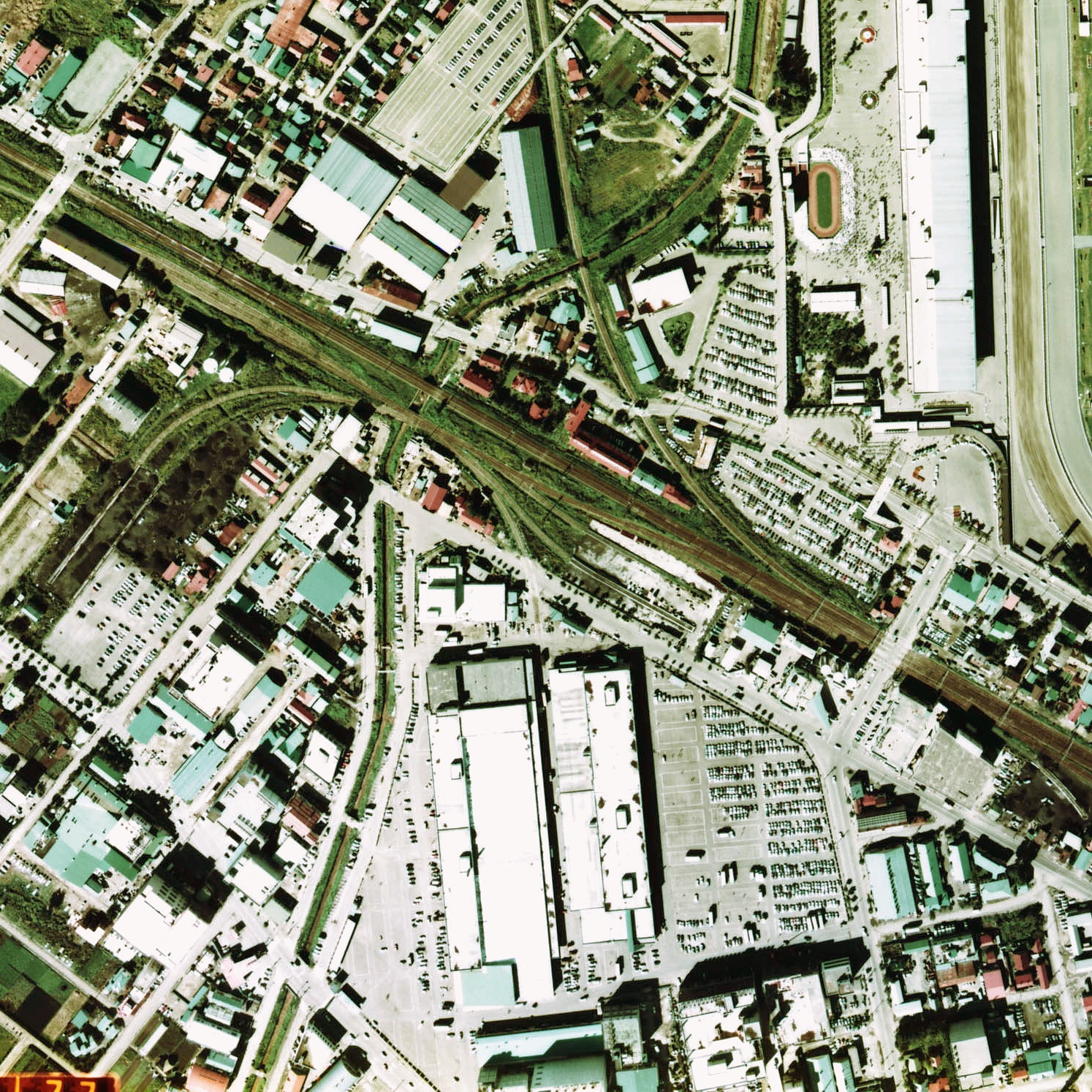
1976年の札幌市場駅と周囲750m範囲。左が小樽方面。上へ札沼線当別
方面。右上に札幌競馬場のパドック、右端に桑園駅構内端が見える。中央下側に見える札幌市場の2つの建家間に当駅が設けられ、本線脇の側線からスイッチバック状に折り返して引込線が向かう。その手前2手に、既に役目を終えて一部駐車場に転用されている桑園駅管轄の貯炭場には、まだ2本ずつ陸上高架桟橋と引込線が放置されている。左上の踏切は通称・宮の森北24条通で、その南側の扇形庫の見える一角は泰和車両である。

札幌市場駅（さっぽろしじょうえき）は、1959年（昭和34年）から1978年（昭和53年）まで、北海道札幌市に設けられた日本国有鉄道（国鉄）函館本線の駅である。事務管理コードは▲130161。
桑園駅から札幌市中央卸売市場に引き込んだ線路に設けられた貨物駅であった。

## 歴史
1959年（昭和34年）に札幌市中央卸売市場が設立されたとき、この市場のために隣の函館本線桑園駅から1.6キロメートルの短い線路を引き入れ、貨物駅を置いた。全国から札幌向けに送られた野菜、果物、水産物を載せた貨車を受け入れた。また市場でさばけなかった水産物が札幌から転送された。取り扱い量は1965年が最大で、15万2千トンに達した。その後はトラックに押され、1970年代に落ち込んだ。札幌市内の鉄道高架工事にともない、廃止が決定された。

### 年表
- 1959年（昭和34年）12月15日：開業[1][2]。貨物のみ取扱い[1]。
- 1974年（昭和49年）10月1日：荷物取扱い開始[1]。
- 1978年（昭和53年）10月2日：廃止[1]。

## 隣の駅
日本国有鉄道（国鉄）
函館本線（貨物支線）
桑園駅 - 札幌市場駅